# Universitätsklinikum Maribor

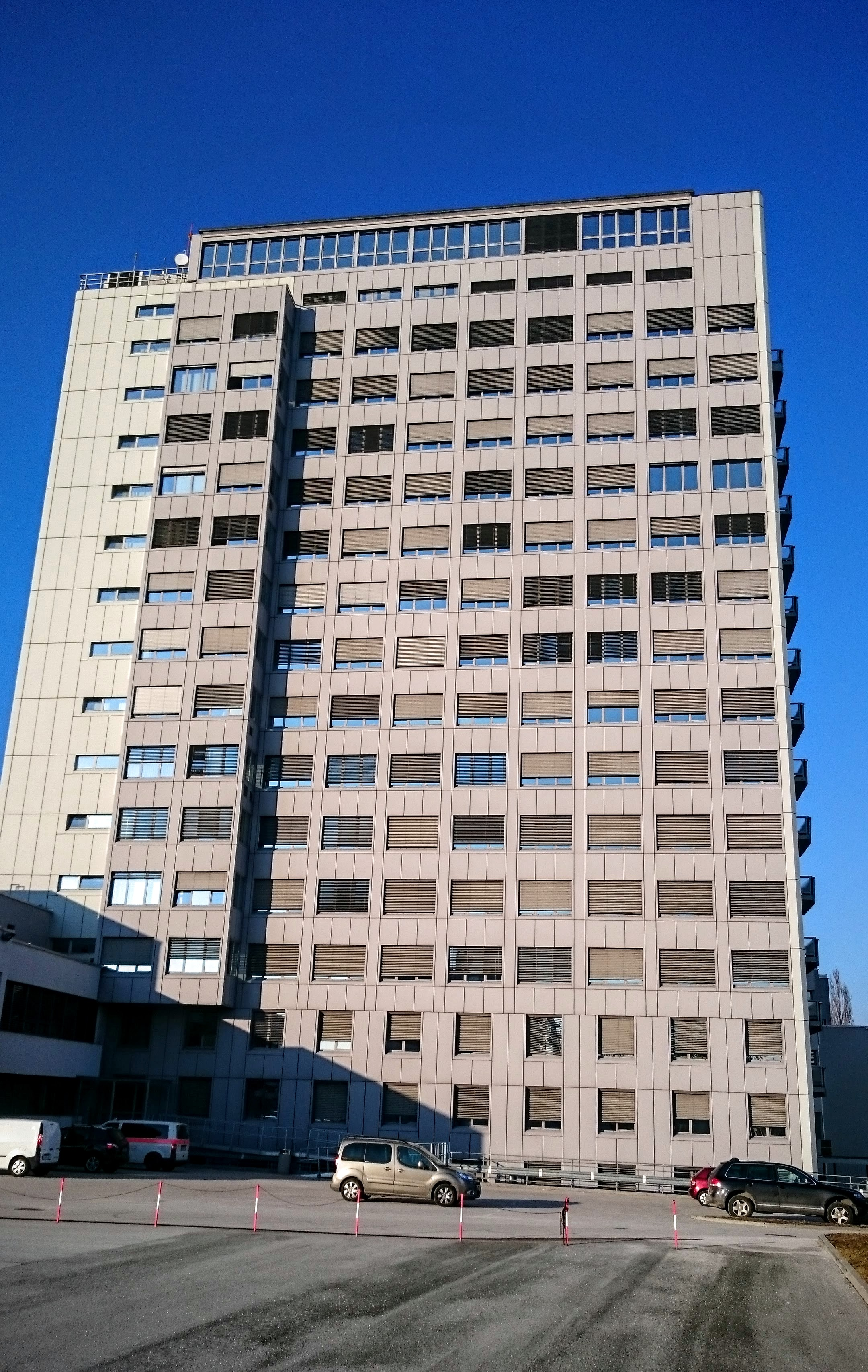
Uniklinikum Maribor, Chirurgie

Das Universitätsklinikum Maribor ist ein Universitätskrankenhaus in Maribor, Slowenien. Mit über 1300 Betten gehört das Klinikum zu den größten Krankenhäusern des Landes. Es beschäftigt über 3300 Mitarbeiter, davon etwa 600 Ärzte.

## Geschichte
Vorläufer des Universitätsklinikum Maribor war das Allgemeine Krankenhaus Marburg mit Platz für 24 Patienten, gegründet im Jahr 1799 im renovierten Bürgerspital in der Pfarrhofgasse, Ecke Domgasse. 1855 wurde das Krankenhaus aus Platzgründen in eine von der Stadt gekaufte Villa mit Platz für 110 Patienten im damaligen Vorort Magdalena verlagert. Zu Beginn des Zweiten Weltkriegs verfügte das Haus über sechs Abteilungen.

## Abteilungen
- Innere Medizin[4] mit den Schwerpunkten Endokrinologe und Diabetologie, Gastroenterologie, Hämatologie und Hämatologische Onkologie, Hämodialyse, Internistische Intensivmedizin, Kardiologie und Angiologie, Lungenerkrankungen, Nephrologie, Nuklearmedizin, Rheumatologie
- Chirurgie[5] mit den Schwerpunkten Allgemein- und Abdominalchirurgie, Gefäßchirurgie, Traumatologie, Thoraxchirurgie, Urologie, Plastische und Rekonstruktive Chirurgie, Neurochirurgie, Orthopädie, Kardiochirurgie, Kinderchirurgie
- Gynäkologie und Perinatologie[6] mit den Schwerpunkten Allgemeine Gynäkologie und Gynäkologische Urologie, Reproduktionsmedizin und Gynäkologische Endokrinologie, Gynäkologische Onkologie und Brustzentrum, Perinatologie, Medizinische Genetik
- Pädiatrie[7] mit den Schwerpunkten Intensivtherapiestation; Pulmologie, Allergologie, Rheumatologie und Immunologie; Gastroenterologie, Hepatologie und Ernährung; Nephrologie und arterielle Hypertonie; Neurologie; allgemeine Pädiatrie; Kinder- und Jugendpsychiatrie.